# Vladimir Cruz
Vladimir Cruz (Placetas, 26 de julio de 1965) es un actor hispano-cubano que se dio a conocer internacionalmente a partir del éxito de la película Fresa y chocolate (1994), que fue nominada al premio Oscar de 1995.
En 1981 ―a los quince años― comenzó a realizar obras de teatro como actor aficionado.
En 1983 ―a los diecisiete― entró a estudiar en el Instituto Superior de Arte de La Habana, donde en 1988 se graduó como licenciado en Artes Escénicas.
Tiene una extensa trayectoria profesional en el cine, el teatro y la televisión.
Desde 2005 trabaja además en la escritura de guiones y en la generación y gestión de diversos proyectos audiovisuales.
En 2003 le fue concedida la nacionalidad española por carta de naturaleza.

## Filmografía[4]
- 1985: Una novia para David, dirigida por Orlando Rojas Rojas.
- 1986: Capablanca, dirigida por Manuel Herrera.
- 1987: Hoy como ayer, dirigida por Constante Diego.
- 1992: La fidelidad (cortometraje), dirigido por Rebeca Chávez.
- 1993: Fresa y chocolate, dirigida por Tomás Gutiérrez Alea y Juan Carlos Tabío.
- 1996: Cubalibre, dirigida por David Riondino (Italia).
- 1997: La deuda, dirigida por Nicolás Buenaventura y Manuel José Álvarez (Colombia).
- 1997: Kleines Tropikana, dirigida por Daniel Díaz Torres.
- 1997: La rumbera, dirigida por Piero Vivarelli (Italia).
- 1998: Muertesita (cortometraje) dirigido por Luis Vidal.
- 1999: Un paraíso bajo las estrellas, dirigida por Gerardo Chijona.
- 2000: Lista de espera, dirigida por Juan Carlos Tabío.
- 2001: Marco línea perdida (cortometraje) dirigido por Diego León Ruiz. (Colombia)
- 2001: Viva Sapato! dirigida por Luis Carlos Lacerda. (Brasil)
- 2002: El juego de Arcibel, dirigida por Alberto Lecchi. (Argentina)
- 2005: Civilizados (cortometraje), como actor y guionista.
- 2006: La Caja dirigida por Juan Carlos Falcón.
- 2007: La Mala dirigida por Pedro Pérez Rosado y Lilliam Rosado.
- 2007: El hilo de Ariadna (cortometraje) dirigido por Luis Ferrández.
- 2007: Che dirigida por Steven Soderbergh.
- 2008: El cuerno de la abundancia, dirigida por Juan Carlos Tabío.
- 2008: ¿Soy yo acaso el guardián de mi hermano? (cortometraje), como guionista, productor, actor y director.
- 2008: Intermezzo (cortometraje) dirigido por Eduardo del Llano.
- 2009: La ventaja del sicario (cortometraje) dirigido por Luis Moreno.
- 2009: Afinidades, como protagonista; codirigida por él y Jorge Perugorría.
- 2010: Las razones del corazón dirigida por Arturo Ripstein. (México)
- 2011: 7 días en La Habana, corto "El Yuma" dirigido por Benicio del Toro.
- 2013: La ignorancia de la sangre dirigida por Manuel Gómez Pereira (España)
- 2014: La cosa humana dirigida por Gerardo Chijona (Cuba-Perú)
- 2015: Vientos de La Habana dirigida por Félix Vizcarret (España-Cuba-Alemania)
- 2016: Los buenos demonios dirigida por Gerardo Chijona (Cuba-España)
- 2019: Habana me matas (cortometraje) dirigido por Patricia de Luna (España)
- 2022: Oscuros amores dirigida por Gerardo Chijona (Cuba)

## Televisión[6]
Ha participado en alrededor de veinte producciones para televisión, sobre todo en series y películas para televisión. Aunque su debut profesional en Cuba fue en La botija, una serie para televisión, su carrera en esta dirección la ha realizado principalmente en España.
- 1986: Una mujer que ya no existe (documental) Dirección: Vicente González Castro. Televisión Educacional. Cuba.
- 1989: La botija (serie) Estudios Trimagen para la televisión cubana.
- 1990: Cuando el agua regrese a la tierra (telenovela), cuatro capítulos; dirigida por Mirtha Glez para la televisión cubana.
- 1991: Calle Cuba # 80 bajo la lluvia (versión para la televisión), Tele Cubanacán (Cuba).
- 1995: Turno de oficio (serie), 2 capítulos; en Televisión Española.
- 1995: Ay señor, señor (serie), 1 capítulo; en Antena 3 TV (España).
- 1998: Give me five, Oscar (cortometraje de ficción), en Canal Plus (España).
- 1998: A las once en casa (serie), 1 capítulo Antena 3 TV (España).
- 1999: Camello Rosa (teleplay) dirigido por Jorge Alonso Padilla para la Televisión Cubana.
- 1999: El comisario (serie), 1 capítulo; producido por Star Line para Tele 5 (España).
- 2001: Policías, en el corazón de la calle (serie), 4 capítulos; producido por Globo Media para Antena 3 TV.
- 2002: Según pasan los años; escrito por Leonardo Padura; dirigido por Jorge Alonso Padilla para Televisión Cubana.
- 2003: De colores... (película para televisión); producida por Trivisión para Canal NOU (Valencia, España).
- 2004: Aquí no hay quien viva (serie), 1 capítulo producida por Miramón Mendi para Antena 3 TV.
- 2006: La dársena de poniente (serie) producida por LinzeTV para Televisión Española.
- 2018: Narcos: México (temporada 1) Netflix
- 2019: En el corredor de la muerte (serie) producida por Bambú Producciones para Movistar+
- 2023: Montecristo (serie) producida por Secuoya Studios para VIX+ y Movistar+

## Premios
- 1994: premio 'Panambí' al mejor trabajo actoral (junto con Jorge Perugorría) en el Quinto Festival de Cine de Asunción, Paraguay.
- 1994: premio a la mejor actuación masculina en cine por la película Fresa y chocolate en el Concurso de la Unión Nacional de Escritores y Artistas de Cuba, en La Habana.
- 1994: premio 'Kikito' de actuación (junto con Jorge Perugorría) en el 22º Festival de Cine de Gramado (Brasil).
- 1994: premio ACE a la mejor actuación co protagónica en Cine de la Asociación de Cronistas de Espectáculos de Nueva York (Estados Unidos).
- 2003: premio 'Agora' Festival Internacional de Teatro Clásico de Almagro.
- 2006: premio 'Flor del desierto' Festival de Cine en el Desierto (FISAHARA) Campamento de refugiados El Aium, Tindouf, Argelia.
- 2011: premio a la mejor interpretación masculina protagónica. Festival '22 x Don Luis'. Calanda. España.
- 2018: premio 'Biznaga de Plata' al mejor actor de reparto. 21 Festival de Cine de Málaga.